# Шумович Олександр Володимирович
Шумович Олександр Володимирович (13 липня 1959, Київ — 17 квітня 1996, Москва) — радянський і український кінооператор. Був членом Спілки кінематографістів України.

## Біографічні відомості
Народився 13 липня 1959 р. в Києві. Закінчив Київський державний інститут театрального мистецтва ім. І. Карпенка-Карого (1982). 
Працював на Київській кіностудії ім. О. П. Довженка.

Могила Олександра Шумовича

Трагічно загинув 17 квітня 1996 року в Москві. Похований на Берковецькому цвинтарі в Києві

## Фільмографія
Операторські роботи:
- «Два пуделі» (1981, к/м)
- «Польоти уві сні та наяву» (1982, асистент оператора)
- «Легенда про княгиню Ольгу» (1983, 2-й оператор у співавт.)
- «Хлопчик з ковзанами» (1984)
- «Недостойний богатир» (1985)
- «Наближення до майбутнього» (1987)
- «Голий» (1987, к/м)
- «Зона» (1988)
- «Галявина казок» (1988, комб. зйомки)
- «Сільський лікар» (1989)
- «Інший» (1989, к/м; демонструвався на Міжнародному кінофестивалі в Каннах)
- «Біблія для дітей» (1991)
- «Будинок на піску» (1991)
- «Співачка Жозефіна й Мишачий Народ» (1994)